# 喬治·愛德華·戴維斯
喬治·愛德華·戴維斯（英語：George Edward Davis；1850年7月27日—1907年4月20日），英國化學工程師，被譽為化學工程學科之父。

## 生平
1850年7月27日，戴維斯出生於伊頓，為書商喬治·戴維斯（George Davis）的長子。14歲時，他成為一名膠訂機學徒；但他因為興趣使然，兩年後轉而學習化學。他半工半讀，一邊在斯勞力學學院（Slough Mechanics Institute）讀書，一邊在煤氣廠工作。之後曾在皇家礦業學院（今日倫敦帝國學院的一部分）讀書一年，直到前往曼徹斯特（當時英國的化工重鎮）周邊的化學工廠工作。
戴維斯曾在Brearley and Sons從事三年的化學家工作。他也曾擔任〈1863年鹼法案〉的檢查員。1872年，受聘為史丹佛郡利奇菲爾德化學公司（Lichfield Chemical Company）的經理。在這段工作期間，其創新能力蓬勃發展。其作品包含當時全英國最高的煙囪，高度超過200英尺（61公尺）。
1878年12月10日，他與勞拉·弗朗西絲·米勒（Laura Frances Miller）結婚，育有至少一位兒子。他與其弟阿爾弗雷德（Alfred）一同工作，擔任化學工業界顧問，創辦了《化學貿易期刊》（Chemical Trade Journal），發表諸多科學論文並持有67項專利。
戴維斯在成立化學工業協會（1881年）方面也發揮了重要作用，他替該協會取名，並擔任第一任秘書。他對顯微鏡也感興趣，於1881年創立了《北方顯微鏡》（Northern Microscopist）雜誌，並發表了關於這個主題的教科書——《實用顯微鏡》（Practical Microscopy）。
1907年4月20日，於杜爾維治的西杜爾維治逝世。

## 對化學工程的貢獻
戴維斯歸納了所有化學工廠的共同特點，並將之寫成頗具意義的《化學工程手冊》（A Handbook of Chemical Engineering）。他也曾在1888年，於曼徹斯特技術學院（也就是後來的曼彻斯特理工大学）開授著名的12堂講座。這一系列講座將化學工程界定為一門學科。
他的講座內容被批評為「常識」，因為它是圍繞英國化工行業使用的操作規範所設計的。然而，在當時的美國，這些資料幫助啟動了化學工業的新思維，並激發了美國幾所大學的化學工程學位課程。

## 紀念
在傑克遜磨坊（Jackson's Mill）入口處，曼徹斯特大學化學工程與分析科學學院所在的建築物內，有一個展示和紀念戴維斯。化學工程師學會的「喬治·E·戴維斯獎章」（George E. Davis Medal）便是以他的名字命名的。

## 著作
- Davis, George E.  2nd. Manchester: Davis Bros. 1904. Volumes I and II
- Davis, George E. . London: D. Bogue. 1907.

## 延伸閱讀
- TCE March 2012 52–4 "Meet the Daddy"